# Everardo de Friuli
Everardo I de Friuli (c. 820 - Itália, 16 de dezembro de 866), também conhecido como Eberardo, Eberhard ou Evrad, ostentou o título de duque de Friuli a partir de 846. Foi uma importante figura política, militar e cultural do Sacro Império Romano Germânico, amigo de Sedúlio Escoto, Rábano Mauro, Anastacio Bibliotecário, Incmaro de Reims e mecenas de Godescalco de Orbais. Casou-se com Gisela, filha de Luís, o Pío.

## Família
Everardo herdou o título de duque do Friuli de seu pai Unruque II de Friuli, um membro de uma ilustre família franca ou alemã e alto servidor público da corte de Carlos Magno, que se retirou a um mosteiro na última etapa da sua vida. A sua mãe foi Engeltruda de Paris, filha de Begão, conde de Tolosa e de Paris, e de Alpaida. O seu irmão foi Berengário de Tolosa.
Everardo foi admitido na corte de Luís, o Piedoso e educado na Escola Palatina fundada por Carlos Magno e dirigida por Alcuino de Iorque, seguindo o sistema de Trivium e Quadrivium, período no qual desenvolveu o seu talento para a ciência bem como o seu sentido de piedade. Ademais, iniciou a construção de uma grande biblioteca cujos livros listou detalhadamente em seu testamento.

## Guerras e mediações
Quando cresceu, Everardo de Friuli iniciou a sua participação em numerosas expedições militares. Com os títulos de duque de Friuli e conde de Treviso, defendeu a sua terra contra as invasões dos búlgaros e, após 825, conseguiu expulsá-los definitivamente da península itálica. Everardo consegue desfrutar de um longo período de estabilidade e crescimento cultural num território que cedo se eleva a marca, somente a crise do império trouxe um período de instabilidade com a invasão intermitente dos húngaros que fizeram várias incursões sem ânimo de se estabelecer se não roubar, matar e incendiar.
Foi fiel ao imperador, inclusive quando teve que enfrentar a rebelião de seu próprio filho entre 830 e 839. Usou a sua influência com Lotario I, filho mais velho de Luís, o Piedoso, para conseguir uma reconciliação entre pai e filho conseguindo que Lotário se deslocasse a Worms para implorar o perdão a seu pai. Graças a suas habilidades diplomáticas era sem dúvida o mais adequado para o difícil papel de mediador e essa confiança renovou-se quando foi partidário de Lotario I à morte do imperador Luís, o Piedoso em 840 recebendo em contrapartida as possessões de Vêneto. Em 842, Lotário I reclama-o de novo para transladar a sua disposição de chegar a um acordo com seus irmãos Luis, o Germânico e Carlos, o Calvo, no ano de 856 obtém em Mantua uma confirmação sobre suas possessões venecianas e novamente em 860 é um das testemunhas da paz temporária que assinam os monarcas em Coblença.

## Casal e vida em Cysoing
Como compensação pelos seus serviços, Luís, o Piedoso concedeu a Everardo de Friuli a mão de sua filha, a princesa Gisela, que teve com sua segunda mulher, Judite da Baviera. Everardo e Gisela tiveram os seguintes filhos:
- Everardo (c. 837- após 20 de junho de 840);[5]
- Ingeltruda (837/840 - 870), possível esposa de Henrique de Franconia;
- Unruque III de Friuli (c. 840 - 13 de julho de 874);
- Berengário de Friuli (c. 840-924), rei de Itália e imperador do Sacro Império Romano Germânico;
- Adelardo (f. após 1 de julho de 874), abade de Cysoing;
- Raul († 1 de maio de 892), abade laico da abadia de Cysoing e da abadia de Saint-Vaast d'Arras. Em 883, o rei Carlomano II doa-lhe o Artois e o Ternois;
- Alpaida, morreu jovem e foi enterrada na Abadia Cysoing;
- Hedvige (f. 895), que se casou por volta de 874 Hucaldo de Ostrevant (850 - 890), em seguida, talvez Roger I de Laon (v. 867 - † 926) conde de Laon;
- Gisela († após 863), freira na abadia de Saint-Sauveur em Brescia;
- Judite, esposa de Arnulfo I de Baviera.

Entre o rico dote que trazia Gisela, o conde recebeu também o controle do fisco de Cysoing; naquela época um fisco era uma propriedade rural separada do domínio real; Nas possessões viviam camponeses, entre os quais alguns eram colonos, isto é, independentes, enquanto os outros, os servos, dependiam administrativamente do abade. O fisco real de Cysoing, situado no centro do condado de Pévèle, era um dos mais belos da região.

## Acordo de Verdún

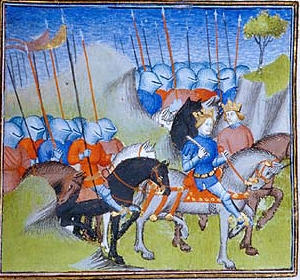
Lotario I e Luis, o Germânico na batalha de Fontenoy. Miniatura das Grandes crónicas de de França, s XV

A actividade de Everardo de Friuli não se limitava somente a controlar o fisco de Cysoing, também tinha outras ocupações em diferentes territórios do império. Depois da morte do imperador Luís, o Piedoso em 840, desencadeou-se uma guerra entre Lotário I e seus dois irmãos, Luis o Germânico e Carlos, o calvo. Everardo opôs-se firmemente a esta guerra fraticida e pôs todo sua empenho para que chegasse o seu fim. Após a sangrenta batalha de Fontenoy-em-Puisaye (25 de junho de 841) organizou um encontro entre Lotário e seus irmãos para negociar a paz. A reunião preparatória iniciou-se em 842 em Milin, perto de Châlons-em-Champagne. Decidiu-se dividir o império entre os três irmãos. Os negociadores, entre os quais encontrava-se Everardo, tentaram acordar uma partilha equitativa do território. Em agosto de 843 puderam apresentar uma resolução aos três reis em Verdún.

## Guerra contra os sarracenos
Depois do acordo, Everardo de Friuli, chamado por Radelquis I de Benevento, regressou com urgência a Itália para fazer frente à ameaça dos sarracenos, que se tinham convertido numa ameaça para os estados da península e tinham saqueado Roma várias vezes. Everardo, em sua condição de duque do Friuli, foi nomeado capitão e guia da resistência, que se prolongou até finais de 851.
O abade Bataille assinalou que «Everardo tinha uma reputação de soldado valoroso com uma hábil condução nesta batalha. Na tradição de Carlos Magno, Everardo obriga aos vencidos a converter-se ao cristianismo, ensinando-lhes o evangelho».[carece de fontes?]

## Testamento e morte
De volta a seus domínios em 858, foi um dos embaixadores que o imperador Luis II, o Jovem enviou a Ulm, à corte de seu tio Luis, o Germânico.
A partir desta data não se sabe bem mais de Everardo aparte dos eventos narrados em seu Testimonanza. A Testimonanza foi redigida no castelo de Musiestro, no condado de Treviso, em 867; Everardo e Gisela não só deixaram depoimento de suas terras e propriedades através de um testamento, se não que graças a este documento ficou também recolhida a identidade de diferentes membros de sua família e da realeza. Com o consenso de sua esposa, Everardo subdividi-o seus bens entre seus sete filhos. O mais velho, Unruque III de Friuli, recebeu as propriedades na Lombardía e Alemanha; o segundo, Berengario de Friuli, obteve Annappes com todas as dependências, à excepção de Gruson e outras propriedades no Hesbaye e Condrost; Adelardo, o terceiro, as terras de Cysoing, Camphin-em-Pévèle, Gruson e Somain, com a promessa de respeitar as posses da abadia de Cysoing nesta região; o quarto filho, Rodolfo, recebeu finalmente Vitry-em-Artois e Mestucha, mas a igreja de Vitry foi doada à abadia de Cysoing.
As três filhas de Everardo, Ingeltruda, Judite e Hedviges, obtiveram vários domínios: Ermen, Marshen, Balghingham, Heliwsheim, Hostrenheim, Luisinga, Wendussa e Engerresteim. A cópia incluía a outra filha, Gisela, mas esta morreu no momento da redacção do documento, no que também se repartiram equitativamente as jóias do duque e demais objetos preciosos de seu capela, bem como livros de uma extensa biblioteca que constava de cinquenta volumes teológicos, colecções de leis, livros da arte da guerra e diferentes tratados geográficos, históricos, de medicina e de ciência. O testamento está datado em 866, mesmo ano em que morreria Everardo de Friuli, no dia 16 de dezembro.